# Hypena ophiusinalis
Hypena ophiusinalis är en fjärilsart som beskrevs av Paul Mabille 1879. Hypena ophiusinalis ingår i släktet Hypena och familjen nattflyn. Inga underarter finns listade i Catalogue of Life.